# Passail
Passail est une commune autrichienne du district de Weiz en Styrie.